# مارد (مصطلح)
مارد هو مصطلح يُشير إلى نوع من أنواع الشيطان في المعتقدات الإسلامية. الكلمة هي من الفعل «تمرَّدَ»، (يتمرّد، تمرُّدًا، فهو مُتمرِّد). تنطبق الكلمة على الكائنات الخارقة للطبيعة.

## التأثيل
كلمة مارد هي على وزن «فاعل» من الجذر «مرَدَ»، أي من قام بالتمرد، من معانيها الأساسية هم عنيد، عاص، وثائر. في ذكر الكلمة في معجم لسان العرب الذي جمعه ابن منظور، لا يتم ذكر سوى أشكال عن المعنى العام للمصطلح. تم العثور عليها كسِمة للأرواح الشريرة في سورة الصافات في القرآن الكريم، ﴿وَحِفْظًا مِنْ كُلِّ شَيْطَانٍ مَارِدٍ ۝٧﴾ [الصافات:7]، والتي تتحدث عن «الحماية ضد كل شيطان متمرد» (شَيْطَانٍ مَارِدٍ).
يعطي قاموس هانز فير للغة العربية الحديثة معنى ثاني للكلمة؛ إذ تدل كلمة مارد أيضًا على الشيطان والعملاق. يستشهد إدورد وليم لين في معجمه مد القاموس بمصدر؛ حيث يقول أنها الكلمة «تُطبَق على أقوى فئة من الجن الشرير»، ولكن هذا التعبير ليس عالميًا، وعلى سبيل المثال، في كتاب ألف ليلة وليلة، تُستخدم كلمتي «مارد» و«عفريت» بالتبادل في قصة الصياد؛ حيث تشير الكلمتان إلى نفس الشيء.
يعتقد الكاتب الأوروبي كونستانتين جيرسيك أن مارد ترجع للكلمة اليونانية القديمة (باليونانية: Μαρδαϊται؛ وبالرومنة اليونانية: Mardaitai)، وهو مصطلح يُشير إلي اللصوص المرتزقة في الحروب العربية-البيزنطية، وهي لقب لقبيلة ألبانية.
مارد مذكور صراحة في السيرة الذاتية للملك سيف بن ذي يزن، وفيه، يطلب سيف من المارد أن يقوده إلى كنز سليمان، ولكن وفقًا لطبيعة المارد، يفعل العكس تمامًا مما أُمر به. يعلم الملك سيف بعد أن أخبره  الخضر أن يأمر المارد بعكس ما يريده، فهو يلبي عكس ما طُلِب.

## في الفن الحديث
في سلسلة روايات تسلسل بارتيماوس للكاتب جوناثان ستراود، المارد هو أقوى أنواع الشياطين التي يستدعيها السحرة.
في كتابات الكاتب الأمريكي تشاكرابورتي، المارد هو مخلوق عنصري تم إنشاؤه من الماء، يُقال إن هذه المخلوقات قوية للغاية ولم يتم رؤيتها لقرون في إصدار رواية مدينة النحاس، وهي الرواية الأولى من السلسلة.